# Han Kook-young
Han Kook-young (Hangul: 한국영), född den 19 april 1990 i Seoul, är en sydkoreansk fotbollsspelare som sedan 2017 spelar i den sydkoreanska klubben Gangwon FC i ligan K League 1. Den 22 december 2014 tog Sydkoreas förbundskapten ut Kook-young till det asiatiska mästerskapet i fotboll 2015. Han deltog även i Världsmästerskapet i fotboll 2014. 